# Хартсвил (Јужна Каролина)
Хартсвил (енгл. Hartsville) град је у америчкој савезној држави Јужна Каролина.

## Демографија
По попису из 2010. године број становника је 7.764, што је 208 (2,8%) становника више него 2000. године.
| Група             | 2000.         | 2010.         |
| Белци             | 4.213 (55,8%) | 3.904 (50,3%) |
| Афроамериканци    | 3.209 (42,5%) | 3.598 (46,3%) |
| Азијати           | 47 (0,6%)     | 64 (0,8%)     |
| Хиспаноамериканци | 63 (0,8%)     | 113 (1,5%)    |
| Укупно            | 7.556         | 7.764         |